# Оваку, Хироюки
Хироюки Оваку — японский сценарист видеоигр, родившийся в 1975 году. Наиболее известен своей работой с Team Silent во франшизе Silent Hill.

## Карьера
Оваку сначала работал над первой игрой Silent Hill (1999) в качестве программиста и сценариста. После успеха игры Team Silent работала над различными продолжениями, прямыми или косвенными, а Оваку постоянно работал сценаристом. Он был программистом для Silent Hill 2 и автором сценария для игры. Он также написал сценарий для Silent Hill 3 (2003).
Team Silent распалась после выхода Silent Hill 4: The Room (2004). Режиссёр Сугуру Муракоси взял на себя роль сценариста игры, а Оваку заслужил особой благодарности за написание оригинальных текстов песен Tender Sugar, Cradle of Forest, Your Rain, Room of Angel и Waiting For You, последняя из которых была показана в Karaoke Revolution Volume 3 (2004).
С тех пор серия была передана внешним разработчикам. Оваку и его коллега по команде Silent art дизайнер Масахиро Ито продолжили совместную работу над Silent Hill: Cage of Cradle (2006) — цифровой мангой, изданной Konami, загружаемой для мобильных телефонов и доступной только в Японии. За этим последовал Silent Hill: Double under Dusk (2007). Оваку также был отмечен ещё одной особой благодарностью в Silent Hill: Origins (2007). Это делает Оваку самым давним участником серии Silent Hill, уступая в этом лишь композитору Акире Ямаоке, который участвовал в разработке всех игр серии, кроме Silent Hill: Downpour.